# 木内大神 (香取市)
木内大神（きのうちだいじん）は、千葉県香取市木内にある神社である。

## 歴史
大同年間の創建で、豊受姫命を伊勢神宮外宮から勧請した。古くは大納言四条隆房がこの地を領地とした時に保護し、鎌倉時代には東胤頼の二男木内胤朝が領し社殿を造営、神領を納め一族の祈願所とした。千葉氏や北条氏の崇敬が厚く伏見天皇の直筆書が献ぜられている。
天正7年（1589年）粟飯原氏が社領を、天正9年（1591年）徳川家康が朱印地の一部を寄進、慶長7年（1602年）土井利勝が馬具一式を納めている。寛永16年（1639年）にこの地を領した内田氏も崇敬し、元文元年（1736年）関宿城主久世大和守も祈願所と定めている。
天明7年（1787年）正殿を改造、大正9年（1920年）に本社、拝殿、社務所を改造。

## 祭事・年中行事
3月3日の例祭には木内神楽が奉納される。氏子の安泰と五穀豊穣・商売繁盛を祈願して舞われる十二座神楽であり、江戸時代の文化年間には行われていたといわれ、香取市の無形民俗文化財に指定されている。

## 交通
- 東日本旅客鉄道成田線・小見川駅から3キロメートル。

## 周辺
- 城山公園
- 香取神宮